# Милојко Узелац
Милојко Узелац звани Тарас (Зрмања, 1896 — Сремска Митровица, 11. август 1946) био је српски и југословенски жандармеријски официр. За време Другог светског рата је био командант Команде стана Врховне команде Југословенске војске у Отаџбини.

## Биографија
Учествовао је у Првом светском рату као пешадијски потпоручник Добровољачке дивизије у борбама на Добруџи 1916. године. Одликован је Златном медаљом за храброст у три наврата. Након рата је учествовао у сукобима са качацима и црногорским комитима.
Априлски рат 1941. године га је затекао у чину жандармеријског капетана. Дана 17. априла 1941. године, успео је да се са групом жандарма сусретне и придружи пуковнику Драгољубу Михаиловићу. Капетан Узелац је тако припадао и првој групи која је са Михаиловићем у мају стигла на Равну гору, где је основана Команда четничких одреда Југословенске војске.
Узелац је рат провео уз Врховну команду Југословенске војске у Отаџбини, а значајан део је био командант Команде снага Врховне команде.
Партизани су га заробили средином 1945. године негде на Дрини. Осуђен је на смрт 11. августа 1945. године, а онда му је 11. октобра казна преиначена у затворску.
Умро је 11. августа 1946. године на издржавању казне у Сремској Митровици.

## Занимљивост
У телевизијској серији Равна Гора и филму За краља и отаџбину, лик Милојка Узелца Тараса је тумачио глумац Милорад Мандић.

## Одликовања
- Златна медаља за храброст, додељена 20. јула 1919. године;
- Златна медаља за храброст, додељена 10. маја 1920. године;
- Златна медаља за храброст, додељена 17. децембра 1921. године.